# روزنوشت‌های سال طاعون
روزنوشت‌های سال طاعون (انگلیسی: A Journal of the Plague Year) به قلم دانیل دفو در سال ۱۷۷۲ است که در آن  به وقایع‌نگاری دوره همه‌گیری طاعون خیارکی در لندن می‌پردازد. 

## خلاصه
دفو کتابش را از سپتامبر ۱۶۶۴ آغاز می‌کند هنگامی که شایعه شیوع دوباره طاعون در هلند رواج یافته است. نخستین مرگ مشکوک در ماه دسامبر در لندن رخ می‌دهد و سپس بهار از راه می‌رسد و دفو شرح می‌دهد که اطلاعیه‌های ترحیم در کلیساهای محلی به نحوی ترسناک زیاد شده است. لندن در ماه ژوئن قوانین جدیدی وضع و اجرا می‌کند، مثلاً این که "گردهمایی عمومی و ضیافت ممنوع است و غذاخوری‌ها، میخانه‌ها و دیگر اماکن تفریحی عمومی تا اطلاع ثانوی بسته خواهند بود." البته هیچ‌کس به این قوانین وقعی ننهاد. 
دفو می‌نویسد: "مرگ‌بارتر از هر چیز غفلت و سهل‌انگاری خود مردم بود که در دوران طولانی هشدار، به دیدار و معاشرت ادامه دادند و مایحتاج ضروری و آذوقه مورد نیازشان را ذخیره نکردند که بتوانند در خانه دور از جمع بمانند؛ برخلاف برخی دیگر که مناسب و محتاطانه از خویش در برابر خطر محافظت کردند..."
دفو در ماه اوت می‌نویسد طاعون "بسیار مهاجم و هولناک است". در اوایل سپتامبر همه‌گیری بیماری به اوج می‌رسد و "در محله‌های شهر، در همه خانواده‌ها کسی یا گاهی همه اعضای خانواده جان باخته‌اند." در دسامبر "ناخوشی واگیردار پایان یافت و هوای زمستانی نیز به شتاب از راه رسید. هوا سرد و پاکیزه بود و یخ‌بندان شدید… اغلب بیماران بهبود یافتند و روند بازگشت سلامتی به شهر آغاز شد." وقتی خیابان‌ها شلوغ شدند، "مردم دسته‌جمعی به خیابان‌ها رفتند و برای نجات خدا را شکر گفتند."